# Parque Lobera
Parque Lobera är en park i Spanien. Den ligger i den spanska exklaven Melilla i Nordafrika. Parque Lobera ligger 34 meter över havet.